# What Is and What Should Never Be
What Is and What Should Never Be ist ein Song der englischen Rockband Led Zeppelin aus ihrem 1969 veröffentlichten Album Led Zeppelin II.

## Allgemeines
Der Song war einer der ersten, bei dem Jimmy Page seine später zum Markenzeichen gewordene Gibson Les Paul für die Aufnahmen nutzte. Bei der Produktion wurde der Stereoklang frei genutzt, so dass die Gitarre zwischen den Kanälen hin und her wechselt.
Der Song ist ebenfalls einer der ersten der Band, für den Robert Plant als Autor angegeben wurde. Laut dem Rock-Journalisten und Led-Zeppelin-Biographen Stephen Davis handelt der Text von einer Romanze, die Plant mit der jüngeren Schwester seiner Frau hatte.
Page selbst betrachtete diese Nummer als „eine Abwechslung für die Band“. Page bescheinigt Robert Plant aufgrund des Refrains die Entwicklung zu einem ernsthaften Songtexter. Für John Paul Jones liegt der Schwerpunkt des Stücks in seiner guten Bass-Melodie.
What Is and What Should Never Be wurde von 1969 bis 1972 live auf Konzerten der Band aufgeführt und einmal 1973. Eine Live-Version von einem Auftritt in der Royal Albert Hall im Jahr 1970 ist Teil der Led Zeppelin DVD. Eine weitere ist Bestandteil des Live-Albums How the West Was Won.
Musikproduzent Rick Rubin sagte über What Is and What Should Never Be:

“The descending riff is amazing: It's like a bow is being drawn back, and then it releases. The rhythm of the vocals is almost like a rap. It's insane — one of their most psychedelic songs.”

„Das absteigende Riff ist unglaublich: Es ist wie ein Bogen, der gespannt und dann losgelassen wird. Der Rhythmus des Gesangs ist fast wie ein Rap. Es ist verrückt – einer ihrer psychedelischsten Songs.“

## Besetzung
- Robert Plant – Gesang
- Jimmy Page – Gitarren
- John Paul Jones – Bass
- John Bonham – Schlagzeug

## Coverversionen und weitere Verwendung
Der Song wurde von Haley Reinhart während der zehnten Staffel der amerikanischen Casting-Show American Idol gecovert. Außerdem ist er Bestandteil der Filmmusik des Films Silver Linings von 2012, wurde allerdings nicht auf dem Soundtrack veröffentlicht.
Der Name des Songs wurde als Titel für Episoden verschiedener Serien verwendet, etwa bei One Tree Hill, Supernatural oder Covert Affairs.